# Véronique Beaulande-Barraud
Pour les articles homonymes, voir Barraud.
 (juillet 2024).
Si vous disposez d'ouvrages ou d'articles de référence ou si vous connaissez des sites web de qualité traitant du thème abordé ici, merci de compléter l'article en donnant les références utiles à sa vérifiabilité et en les liant à la section « Notes et références ».
Véronique Beaulande-Barraud, née le 15 novembre 1971, est une enseignante-chercheuse et historienne française. Professeure des universités, titulaire depuis 2019 d'une chaire d'histoire médiévale de l'Université Grenoble-Alpes, elle est spécialiste des juridictions ecclésiastiques médiévales, principalement épiscopales.

## Carrière universitaire
Véronique Beaulande-Barraud est spécialiste d'histoire médiévale religieuse et d'histoire de la justice de l’Église.
Étudiante à l’université de Reims-Champagne-Ardenne, élève de Claude Gauvard, elle a obtenu l’agrégation d’histoire en 1996 et a soutenu en 2000 une thèse de doctorat publiée en 2006 sous le titre Le malheur d’être exclu ? : excommunication, réconciliation et société à la fin du Moyen Âge (Publications de la Sorbonne),.
Maîtresse de conférences en histoire du Moyen Âge à l'université de Reims Champagne-Ardenne de 2006 à 2019 , elle a présenté en décembre 2015 un dossier d’habilitation à diriger des recherches sous l’intitulé Justice(s) d’Église : excommunication, officialités, pénitence.

## Publications
- Le malheur d'être exclu ? : excommunication, réconciliation et société à la fin du Moyen Âge, Paris, Publications de la Sorbonne, coll. « Histoire ancienne et médiévale » (no 84), 2006, 383 p. (ISBN 2-85944-547-1, présentation en ligne), [présentation en ligne], [présentation en ligne], [présentation en ligne].
- En co-direction avec J. Claustre et E. Marmursztejn, Fabrique de la norme : lieux et modes de fabrication des normes au Moyen Âge et à l’époque moderne, Presses universitaires de Rennes, 2012
- En direction avec Martine Charageat, Les officialités dans l'Europe médiévale et moderne : des tribunaux pour une société chrétienne : actes du colloque international, Troyes, 27-29 mai 2010, Turnhout, Brepols, coll. « Ecclesia militans », 2014, 340 p. (ISBN 978-2-503-55149-4 et 2-503-55149-1).
- En direction, Église, Mémoire(s), Éducation. Mélanges offerts à Jean-François Boulanger, Reims, Épure, 2014
- Les péchés les plus grands. Hiérarchie de l'Eglise et for de la pénitence (France, Angleterre, XIIIe – XVe siècle), Rennes, Presses universitaires de Rennes, 2019[8].